# Мегді Ласен
Мегді Ласен (фр. Mehdi Lacen, араб. مدحي لحسن, нар. 15 травня 1984, Версаль) — французький і алжирський футболіст, фланговий півзахисник іспанського «Хетафе» та національної збірної Алжиру.

## Клубна кар'єра
У дорослому футболі дебютував 2003 року виступами за команду клубу «Лаваль», в якій провів один сезон, взявши участь лише у 4 матчах чемпіонату. 
Протягом 2004—2005 років захищав кольори команди клубу «Валанс».
Своєю грою за останню команду привернув увагу представників тренерського штабу іспанського «Алавеса», до складу якого приєднався 2005 року. Відіграв за баскський клуб наступні три сезони своєї ігрової кар'єри. Більшість часу, проведеного у складі «Алавеса», був основним гравцем команди.
2008 року уклав контракт з клубом «Расінг» (Сантандер), у складі якого провів наступні три роки своєї кар'єри гравця.  Граючи у складі «Расінга» також здебільшого виходив на поле в основному складі команди.
До складу клубу «Хетафе» приєднався 25 травня 2011 року, уклавши чотирирічний контракт.

## Виступи за збірну
2010 року дебютував в офіційних матчах у складі національної збірної Алжиру. Наразі провів у формі головної команди країни 22 матчі.
У складі збірної був учасником чемпіонату світу 2010 року у ПАР, а також Кубка африканських націй 2013 року.